# Karl Vollbrecht
Karl Vollbrecht, né le 16 janvier 1886 à Darłowo et mort le 10 janvier 1973 à Schladen, est un chef décorateur allemand.

## Biographie
Vollbrecht suit pendant trois ans et demi une formation de charpentier dans la décoration de théâtre. Il vient au cinéma en 1919 et collabore avec Otto Hunte, Martin Jacoby-Boy et Erich Kettelhut pour Die Herrin der Welt de Joe May.
Devenu chef décorateur en 1923, il continue de travailler avec Kettelhut et Hunte (et plus récemment avec Emil Hasler) pour les films de Fritz Lang.
Karl Vollbrecht est responsable de la fabrication de la plupart des bâtiments parfois monumentaux basés sur des conceptions de Kettelhut et Hunte. Il travaille encore après l'arrivée du cinéma parlant. Mais après 1933, il tombe dans l'oubli.
En 1939, il collabore de nouveau avec Hunte et accepte de participer à des films de propagande nazie. À la fin de la guerre en 1945, Hunte et Vollbrecht se séparent.
Il ne revient au cinéma qu'en 1950 pour Der Tiger Akbar de Harry Piel, avec qui il avait travaillé vingt ans auparavant.

## Filmographie
- 1919: Die Herrin der Welt
- 1921: Le Tombeau hindou
- 1922: Docteur Mabuse le joueur
- 1922: Le Cavalier de pierre
- 1924: Les Nibelungen
- 1926: Der Sohn der Hagar
- 1927: Metropolis
- 1928: Les Espions
- 1929: La Femme sur la Lune
- 1930: Er und seine Schwester
- 1931: M le maudit
- 1931: La Tragédie de la mine
- 1933: Le Testament du docteur Mabuse
- 1933: Le Tunnel
- 1934: Nur nicht weich werden, Susanne!
- 1934: Peer Gynt
- 1935: Der Dschungel ruft
- 1936: 90 Minuten Aufenthalt
- 1936: Ein Mädel vom Ballett
- 1936: Der Etappenhase
- 1937: Der Hund von Baskerville
- 1937: Carrousel
- 1937: Heiratsschwindler
- 1938: Ma sœur de lait
- 1939: Mann für Mann
- 1939: Mademoiselle
- 1939: Le Chant du désert
- 1940: Le Juif Süss
- 1941 : En selle pour l'Allemagne (...reitet für Deutschland) d'Arthur Maria Rabenalt
- 1942: Anschlag auf Baku
- 1942: Die Entlassung
- 1942: Jeune fille sans famille
- 1943: Ein glücklicher Mensch
- 1943: Herr Sanders lebt gefährlich
- 1944: Die Jahre vergehen
- 1944: Der Mann, dem man den Namen stahl
- 1944: Eine alltägliche Geschichte
- 1945: Der Scheiterhaufen
- 1951: Der Tiger Akbar
- 1953: Die Prinzessin und der Schweinehirt
- 1953: Das ideale Brautpaar
- 1954: Zehn kleine Negerlein
- 1954: König Drosselbart
- 1954: Der Froschkönig
- 1955: Docteurs et infirmières
- 1955: Das Sandmännchen
- 1956: Max und Moritz